# نوفى ميستو ناد فاهوم
مدينة نوفى ميستو ناد فاهوم (بالسلوفاكية: Nové Mesto nad Váhom)‏ هي مدينة في شمال غرب سلوفاكيا وتتبع إقليم ترنتشين.

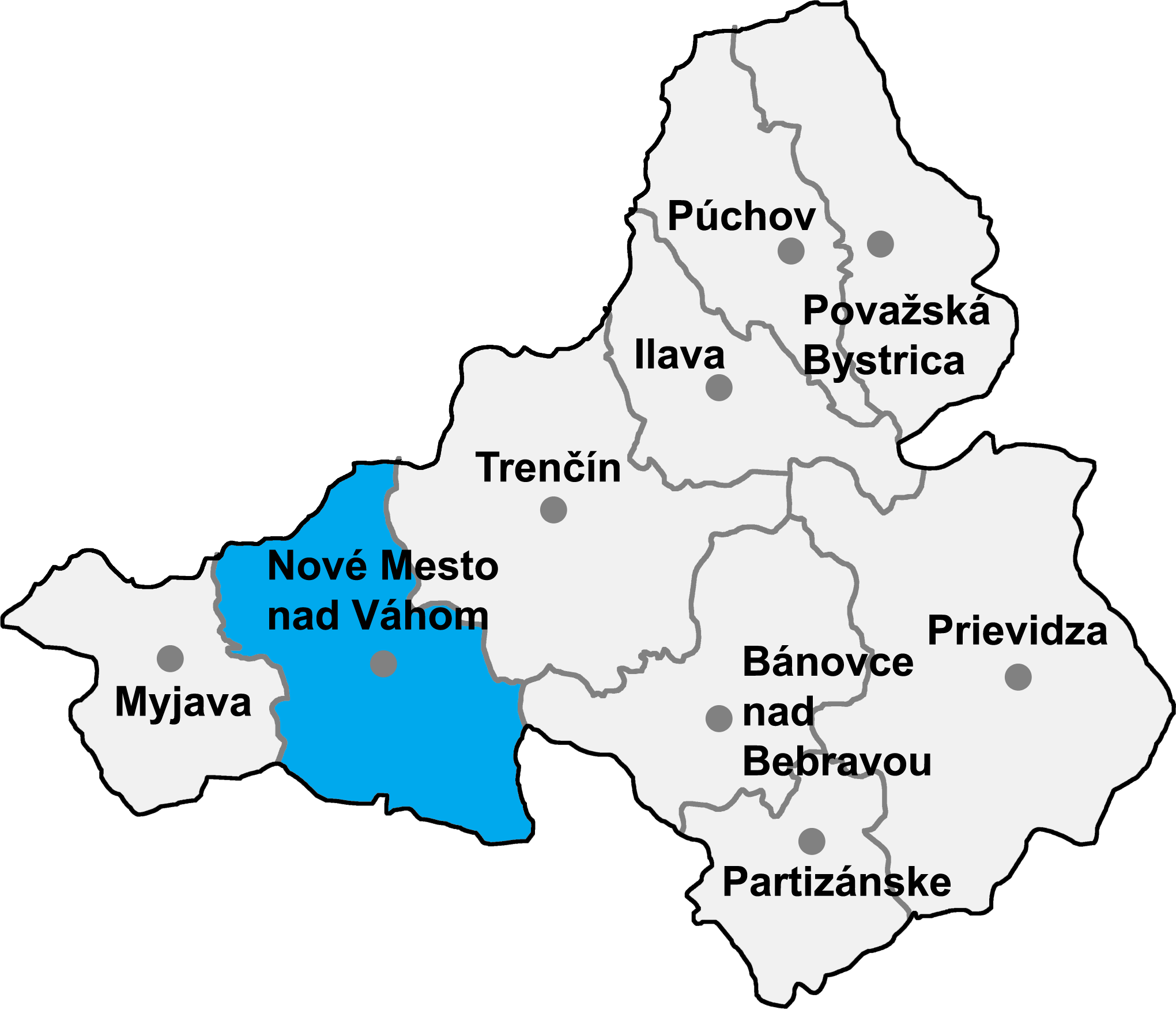
موقع نوفى ميستو ناد فاهوم في إقليم ترنتشن

## أعلام
- إرنست ناغل